# AC Monza
Associazione Calcio Monza (afgekort AC Monza) is een Italiaanse voetbalclub uit de stad Monza, Lombardije en uitkomt in de Serie A. De Noord-Italiaanse club speelt zijn thuiswedstrijden in het Stadio Brianteo. De club kende tussen de jaren '60 tot eind jaren '70 haar succesperiode, waarin Monza onder meer in 1976 de Anglo-Italian Cup won, de voorloper van het Europacuptoernooi.
In 2009 werd de club overgenomen door Clarence Seedorf, Giuseppe Bergomi en zakenman Salvo Zangari om de Brianzoli te voorzien van nieuwe impulsen. Later zou Seedorf afstand hebben gedaan van zijn aandelen in de club, maar wel actief blijven als technisch adviseur.

## Geschiedenis
De club werd in 1912 opgericht als Monza Calcio en speelde al vele seizoenen in de Serie B.
In 1976 won de club wel een internationale trofee met de Anglo-Italian Cup toen de finale gewonnen werd van Wimbledon FC. In 2004 ging de club failliet en werd heropgericht als AC Monza Brianza 1912 en promoveerde van de Serie C2 naar de Serie C1 waar de club derde werd in 2005/06, in de eindronde verloor de club van Genoa CFC en bleef in de Serie C1.
Sindsdien heeft Monza het financieel bijzonder lastig en kende het ook sportief gezien matige seizoenen in de Serie C. In december 2008 werd de club te koop aangeboden.
Op 18 juni 2009 wordt bekendgemaakt dat Clarence Seedorf de club gekocht heeft via zijn bedrijf ON-International. Ook voormalig profvoetballer Giuseppe Bergomi en zakenman Salvo Zangari betaalden mee aan de koop en werden mede-eigenaren. Later zou Seedorf afstand hebben gedaan van zijn aandelen in de club, maar wel actief blijven als technisch adviseur.
In 2015 ging de club andermaal failliet en wederom werd een doorstart gemaakt, nu onder de naam SSD Monza 1912. op 1 juli 2019 werd de naam van de club gewijzigd in AC Monza zonder de toevoeging 1912.
In 2022 bereikte AC Monza voor het eerst in de 110-jarige clubhistorie de Serie A.

## Erelijst
- Anglo-Italian Cup

1976

## Eindklasseringen
- 1946 8e
Serie C
- 1947 1e
Serie C
- 1948 2e
Serie C
- 1949 11e
Serie C
- 1950 5e
Serie C
- 1951 1e
Serie C
- 1952 14e
Serie B
- 1953 4e
Serie B
- 1954 7e
Serie B
- 1955 13e
Serie B
- 1956 3e
Serie B
- 1957 8e
Serie B
- 1958 4e
Serie B
- 1959 7e
Serie B
- 1960 16e
Serie B
- 1961 5e
Serie B
- 1962 8e
Serie B
- 1963 9e
Serie B
- 1964 15e
Serie B
- 1965 18e
Serie B
- 1966 19e
Serie B
- 1967 1e
Serie C
- 1968 8e
Serie B
- 1969 11e
Serie B
- 1970 5e
Serie B
- 1971 15e
Serie B
- 1972 17e
Serie B
- 1973 19e
Serie B
- 1974 3e
Serie C
- 1975 2e
Serie C
- 1976 1e
Serie C
- 1977 5e
Serie B
- 1978 4e
Serie B
- 1979 4e
Serie B
- 1980 5e
Serie B
- 1981 20e
Serie B
- 1982 2e
Serie C1
- 1983 7e
Serie B
- 1984 13e
Serie B
- 1985 9e
Serie B
- 1986 20e
Serie B
- 1987 5e
Serie C1
- 1988 1e
Serie C1
- 1989 15e
Serie B
- 1990 17e
Serie B
- 1991 7e
Serie C1
- 1992 2e
Serie C1
- 1993 14e
Serie B
- 1994 20e
Serie B
- 1995 4e
Serie C1
- 1996 4e
Serie C1
- 1997 5e
Serie C1
- 1998 16e
Serie B
- 1999 15e
Serie B
- 2000 13e
Serie B
- 2001 18e
Serie B
- 2002 18e
Serie C1
- 2003 7e
Serie C2
- 2004 8e
Serie C2
- 2005 3e
Serie C2
- 2006 3e
Serie C1
- 2007 5e
Serie C1
- 2008 8e
Serie C1
- 2009 13e
Prima Divisione
- 2010 10e
Prima Divisione
- 2011 15e
Prima Divisione
- 2012 17e
Prima Divisione
- 2013 5e
Seconda Divisione
- 2014 4e
Seconda Divisione
- 2015 16e
Prima Divisione
- 2016 10e
Serie D
- 2017 1e
Serie D
- 2018 4e
Serie C
- 2019 5e
Serie C
- 2020 1e
Serie C
- 2021 3e
Serie B
- 2022 4e
Serie B
- 2023 11e
Serie A
- 2024 12e
Serie A
- 2025 20e
Serie A

- Serie A
- Serie B
- Serie C
- Prima Divisione
- Seconda Divisione
- Serie D

## Resultaten per seizoen
| Seizoen | Competitie                          | Niveau | Eindstand | Coppa Italia | Opmerking                                                                          |
| ------- | ----------------------------------- | ------ | --------- | ------------ | ---------------------------------------------------------------------------------- |
| 2000/01 | Serie B                             | II     | 18        | 3e groep 1   |                                                                                    |
| 2001/02 | Serie C1 Girone A                   | III    | 18        | 4e groep 5   |                                                                                    |
| 2002/03 | Serie C2 Girone A                   | IV     | 7         | --           |                                                                                    |
| 2003/04 | Serie C2 Girone A                   | IV     | 8         | --           | Faillissement, de club werd overgenomen door Calcio Monza Brianza 1912 Association |
| 2004/05 | Serie C2 Girone A                   | IV     | 3         | --           | halve finale promotieserie echter toch promotie                                    |
| 2005/06 | Serie C1 Girone A                   | III    | 3         | 2e ronde     | finale promotieserie > Genoa CFC: 1-2                                              |
| 2006/07 | Serie C1 Girone A                   | III    | 5         | 2e ronde     | finale promotieserie > AC Pisa 1909: 1-2                                           |
| 2007/08 | Serie C1 Girone A                   | III    | 8         | --           |                                                                                    |
| 2008/09 | Lega Pro Prima Divisione Girone A   | III    | 13        | 2e ronde     |                                                                                    |
| 2009/10 | Lega Pro Prima Divisione Girone A   | III    | 10        | --           |                                                                                    |
| 2010/11 | Lega Pro Prima Divisione Girone A   | III    | 15        | 2e ronde     | Gedegradeerd na verlies play-out > Pergocrema maar toch handhaving na rechtsgeding |
| 2011/12 | Lega Pro Prima Divisione Girone A   | III    | 17        | --           | verlies play-out > FC Esperia Viareggio: 1-5                                       |
| 2012/13 | Lega Pro Seconda Divisione Girone A | IV     | 5         | --           | finale promotieserie > Unione Venezia: 2-3                                         |
| 2013/14 | Lega Pro Seconda Divisione Girone A | IV     | 4         | 2e ronde     |                                                                                    |
| 2014/15 | Lega Pro Girone A                   | III    | 16        | 2e ronde     | winnaar play-out > Pordenone Calcio: 8-3                                           |
| 2015/16 | Serie D Girone B                    | IV     | 10        | --           | naam gewijzigd in SS Monza 1912                                                    |
| 2016/17 | Serie D Girone B                    | IV     | 1         | --           |                                                                                    |
| 2017/18 | Serie C Girone A                    | III    | 4         | --           | 2e ronde promotieserie                                                             |
| 2018/19 | Serie C Girone B                    | III    | 5         | 2e ronde     | 8e finale promotieserie; naam gewijzigd in AC Monza                                |
| 2019/20 | Serie C Girone A                    | III    | 1         | 3e ronde     |                                                                                    |
| 2020/21 | Serie B                             | II     | 3         | 4e ronde     | halve finale promotieserie                                                         |
| 2021/22 | Serie B                             | II     | 4         | 1e ronde     | winnaar promotieserie > AC Pisa 1909: 2-1 / 4-3 n.v.                               |
| 2022/23 | Serie A                             | I      | 11        | 3e ronde     |                                                                                    |
| 2023/24 | Serie A                             | I      | 12        | 1e ronde     |                                                                                    |
| 2024/25 | Serie A                             | I      | 20        | 8e finale    |                                                                                    |
| 2025/26 | Serie B                             | II     | ' .'      | 1e ronde     |                                                                                    |

## Monza in Europa
#R = #ronde, 1/8 = achtste finale, 1/2 = halve finale, F =Finale 
| Seizoen | Competitie        | Ronde            | Land                 | Club                 | Score    |
| ------- | ----------------- | ---------------- | -------------------- | -------------------- | -------- |
| 1961    | Alpen Cup         | Rivaliteitstrijd | Vlag van Zwitserland | FC Biel-Bienne       | 4-1; 4-1 |
| 1962    | Alpen Cup         | Rivaliteitstrijd | Vlag van Frankrijk   | Valenciennes FC      | 3-2; 2-6 |
| 1975    | Anglo-Italian Cup | 1R               | Vlag van Engeland    | Wycombe Wanderers FC | 1-0; 0-2 |
| 1976    | Anglo-Italian Cup | 1R               | Vlag van Engeland    | Scarborough FC       | 0-0; 2-1 |
|         |                   | 1/2              | Vlag van Engeland    | Stafford Rangers FC  | 1-0; 1-1 |
|         |                   | F                | Vlag van Engeland    | Wimbledon FC         | 1-0      |

## Bekende (oud-)Brianzoli

### Spelers
- Christian Abbiati
- Francesco Antonioli
- Angelo Anquilletti
- Mario Balotelli
- Kevin-Prince Boateng
- Ruben Buriani
- Luca Caldirola
- Pierluigi Casiraghi
- Antonio Chimenti
- Angelo Colombo
- Alessandro Costacurta
- Danilo D'Ambrosio
- Luigi Di Biagio
- Patrice Evra
- Roberto Gagliardini
- Christophe Galtier
- Maurizio Ganz
- Mark Iuliano
- Daniel Maldini
- Pablo Marí
- Daniele Massaro
- Massimo Oddo
- Stefano Seedorf
- Chedric Seedorf
- Sander Westerveld

### Trainers
- Cristian Brocchi
- Alessandro Nesta
- Raffaele Palladino